# Bivongi
Bivongi község (comune) Calabria régiójában, Reggio Calabria megyében.

## Fekvése
A település a Stilaro völgyében fekszik a Monte Consolino lábainál. A település közelében található a 114 m magas Marmarico-vízesés. Határai: Guardavalle, Pazzano és Stilo.

## Története
A 9. században alapították, de első írásos említése, Bivongium néven a 14. századból származik. Serra San Brunóhoz tartozott. A 19. században nyerte el önállóságát, amikor a Nápolyi Királyságban felszámolták a feudalizmust.

## Népessége
A népesség számának alakulása:

## Főbb látnivalói
- az ortodox San Giovanni Theristis-bazilika
- a Santissimi Apostoli-kolostor
- a Maria SS. Mamma Nostra-templom
- az AM International Modern Művészetek Múzeuma
- az Ecomuseo Bivongi, amely a település középkori vasöntődéinek történetét  mutatja be